# 朝鲜人民军第11军
朝鲜人民军第11军，又被称为“暴风军团”，是朝鲜民主主义人民共和国最精锐的一支特种作战部队，韩国方面称“暴风军团”驻扎在平安南道德川市。“暴风军团”是以原特殊8军团为母体创立的最精锐特殊部队。特殊8军团成立于1969年，以1968年制造1·21青瓦台袭击事件的124部队为中心。朝鲜在1983年将该部队改编为轻步教导指导局，合并了其他特殊部队，并持续扩大和改编，创建了暴风军团。

## 编制
据韩国军方估计，第11军团下辖10个旅，包括一个名为“闪电”的警报兵旅、一个名为“雷霆”的航空陆战旅和一个名为“霹雳”的狙击兵旅，总兵力为4万~8万人。

## 封锁边境
新冠肺炎疫情期间，“暴风军团”（第11军团）曾被派往中朝边境执行封锁任务。期间有多名试图翻越中朝边境的朝鲜人被暴风军团士兵射杀身亡。

## 乌克兰战场
2024年，朝鲜派遣隶属于11军团"暴风军团"下属4个旅的1万2000多士兵，前往俄罗斯支援俄罗斯入侵乌克兰。至2025年1月13日，已有300名士兵丧生，2700人受伤。